# St.-Marien-Kirche (Warfleth)

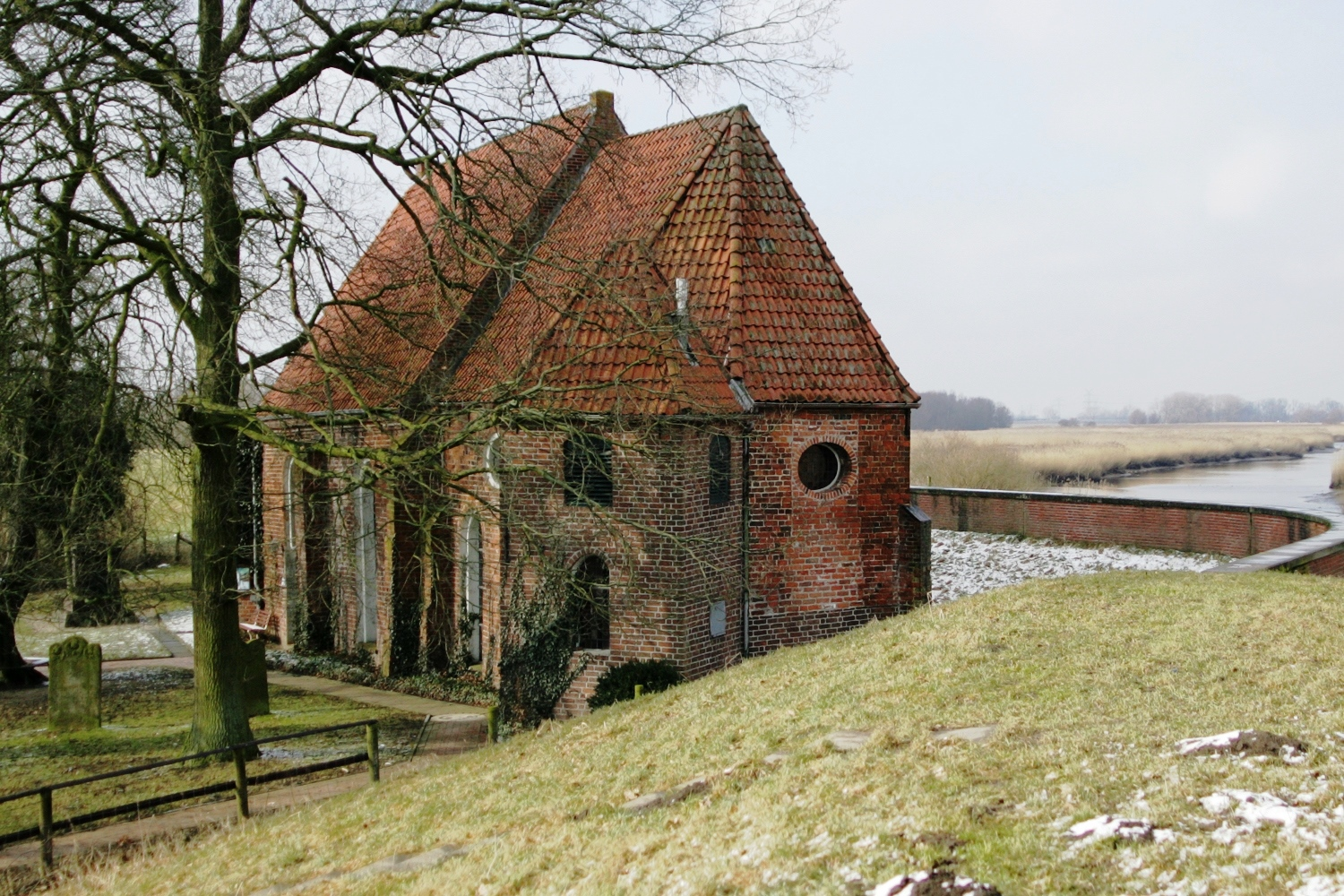
St. Marien, Chorseite

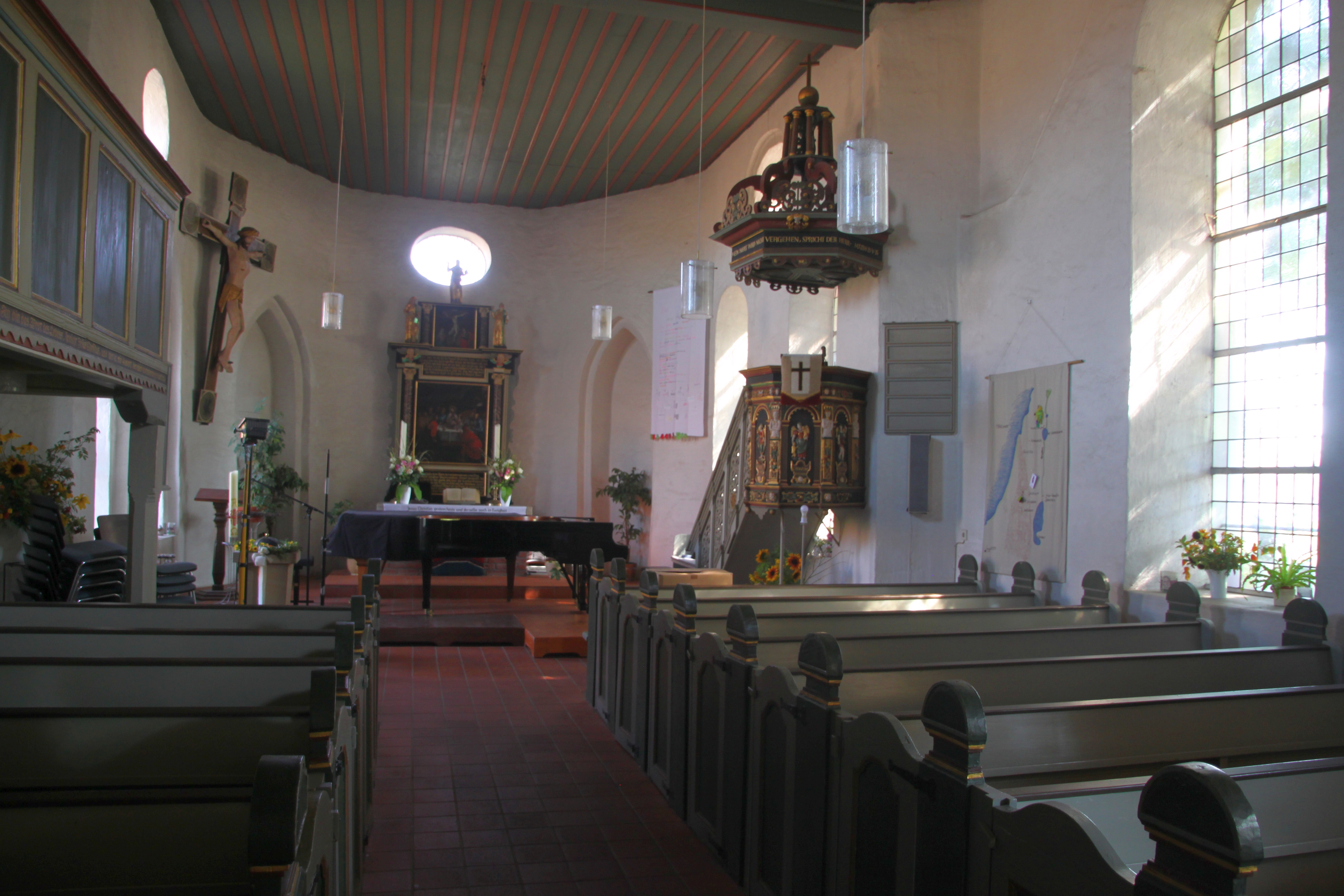
Innenansicht

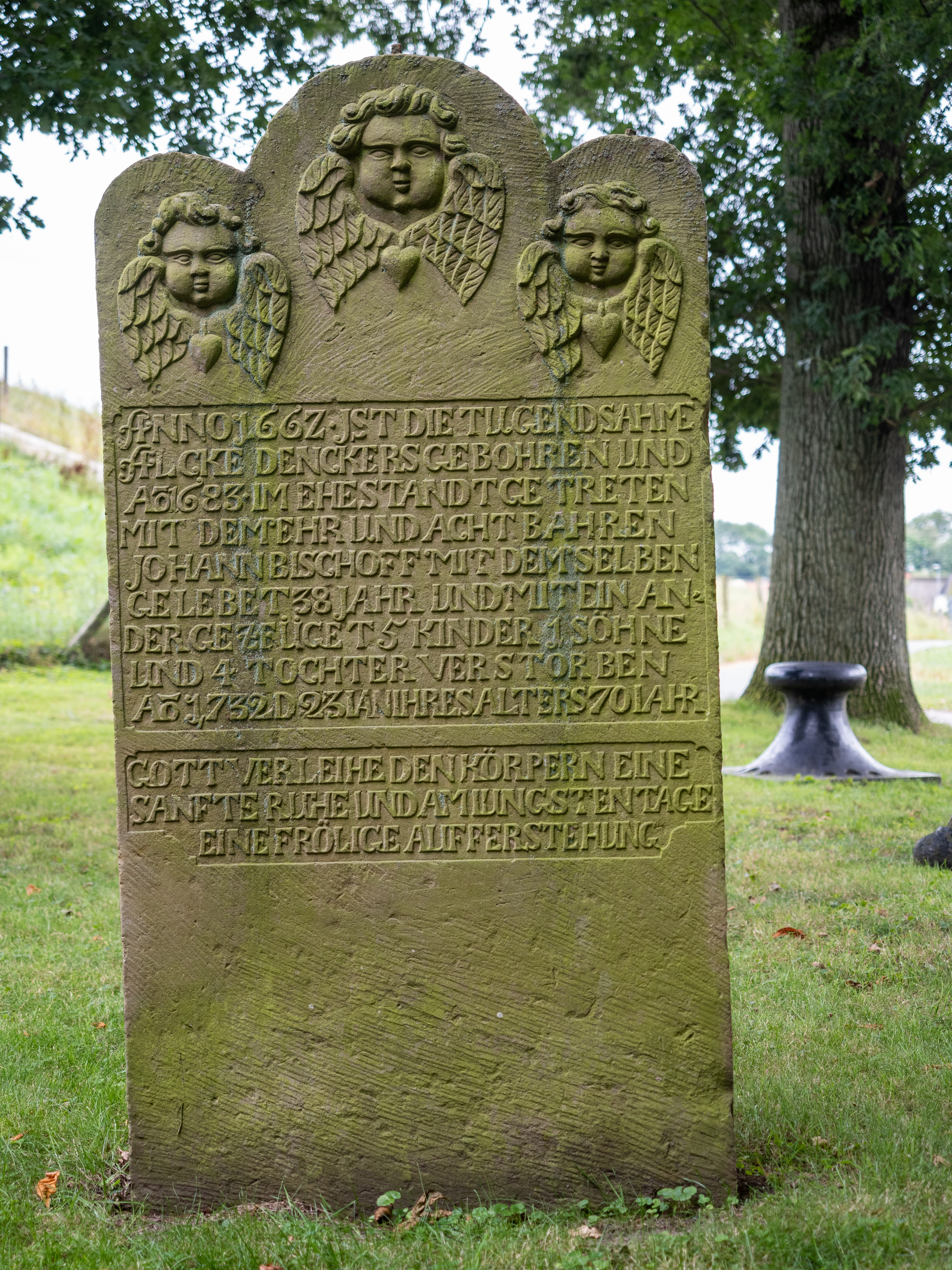
Grabstein an der Marienkirche

Die Kirche St. Marien, eine ehemalige Schifferkirche, Deichstraße 120, steht in Berne, Ortsteil Warfleth, im Landkreis Wesermarsch.
Die Kirchengemeinde gehört zum Kirchenkreis Wesermarsch der Evangelisch-Lutherischen Kirche in Oldenburg.
Das Gebäude steht unter Denkmalschutz (siehe auch Liste der Baudenkmale in Berne).

## Beschreibung
Die kleine Kirche im Stil der norddeutschen Backsteingotik wurde von 1417 bis 1425 erbaut. Sie besteht aus einem kurzen einschiffigen Langhaus mit Satteldach und einem eingezogenen Chor mit 5/8-Schluss und ursprünglichem Spitzbogenfenster.
Das rechteckige Glockenhaus von 1635 (Inschrift) mit Walmdach wurde an der Südostseite des Chores angebaut. Seit dem späten 18. Jh. war dieser Teil vom Deich teilweise verschüttet und wurde 1962 mit Hilfe einer Spundwand wieder freigelegt. Hier hängt eine 1425 gegossene Kirchenglocke.
Fassaden mit Strebepfeilern und großen Rundbogenfenstern sowie unter der Traufe Oculi. Die Westwand wurde erneuert. Das Portal ist an der Südseite, an der Nordseite ein zugesetztes Spitzbogenportal, an der Südseite eine Sonnenuhr.
Innen ehemals gewölbt (Spuren eines Gewölbes vorhanden), heute mit Flachdecke.

Ausstattung: Kleines Altarretabel von 1665 mit von Säulen gerahmten Gemälden über das Abendmahl und die Kreuzigung. Die Kanzel von 1591 ist mit Rollwerk dekoriert. Auf Karyatiden befindet sich ein Relief mit der Darstellung der Tugenden. Das lebensgroße Triumphkreuz stammt aus der zweiten Hälfte des 15. Jahrhunderts.
Orgel: Die erste Orgel mit 12 Registern, zwei Manualen und einem Pedal wurde 1774 durch Johann Hinrich Klapmeyer gebaut. Sie wurde 1913 durch eine Orgel im Gehäuse von 1774 von Johann Martin Schmid ersetzt. 1948 baute sie Alfred Führer um. Die heutige Orgel mit 4 Registern, einem Manual und einem angehängten Pedal baute 1952 Alfred Führer, der sie 1967 auch reparierte.
Friedhof: Der umgebende denkmalgeschützte Friedhof auf der Dorfwurt ist seit Rückverlegung des Deiches im späten 18. Jh. auf eine Restfläche südlich der Kirche reduziert worden. Er wurde seit 1840 nicht mehr belegt und ist heute eine gestaltete Grünanlage mit alten markanten Eichen. Von den Grabsteinen sind nur noch zwei aus dem frühen 18. Jh. verblieben.